# Egzokomet
Egzokomet (eng. Falling Evaporating Body, popularno exocomet, rus.  экзокомета, внесолнечная комета, fra. exocomète, comète extrasolaire), komet izvan Sunčeva sustava. Podrazumijevaju se međuzvjezdani kometi i kometi koji kruže oko zvijezda koje nisu Sunce. Prvi su egzokometi otkriveni 1987. godine. oko Beta slikarskog stalka (glavne zvijezde u zvjedanoj asocijaciji Kretajućoj skupini Slikarskog stalka), vrlo mlade zvijezde, spektralna razreda A glavnog niza luminoznosti V.
Egzokomete se može otkriti pomoću spektroskopa dok su u prijelazu preko svoje zvijezde. Egzokomet u prijelazu poput egzoplaneta u prijelazu proizvodi promjene u svjetlosti koja dolazi k nama od zvijezde.
Plinski molekulski oblak koji kruži oko 49 Kita pripisan je srazu kometolikih objekata bogatim CO i CO2, čime se obrazlaže visoke koncentracije molekula CO.
Zasada jedini otkriveni egzokomet koji je prošao Sunčevim sustavom je 2I/Borisov.